# Balcarres (Saskatchewan)
Pour les articles homonymes, voir Balcarres.
Balcarres est une ville de la Saskatchewan (Canada).

## Géographie
Localisé dans le sud-est de la province, Balcarres est situé à la jonction de l'Autoroute 10 (en) et de l'Autoroute 22 (en). Balcarres est à 85 km au nord-est de Regina et tout près des autoroutes 310 (en) et 619 (en)
La ville fait partie de la municipalité rurale d'Abernethy No. 186.

## Histoire

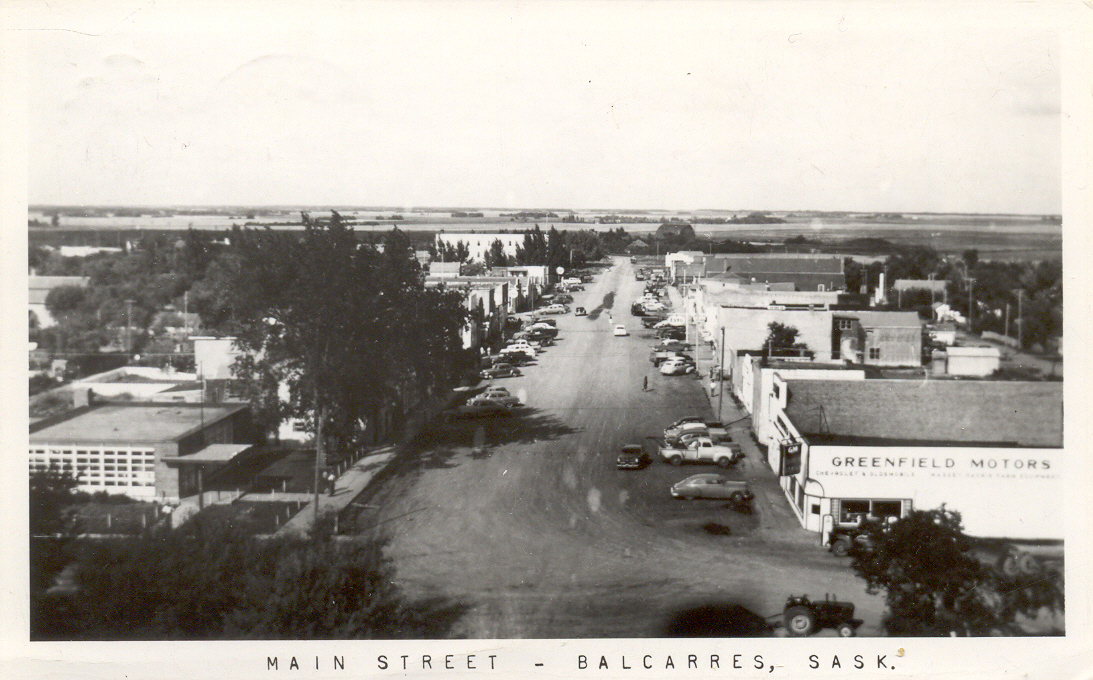
Baléares, rue Principale, date indéterminée.

Un bureau de poste s'établit à Balcarres le 1er avril 1884 alors dans les Territoires du Nord-Ouest près de la communauté d'Indian Head. Le nom fait référence au prénom du premier maître de poste, Balcarres Crawford,
.

## Démographie
| 2006 | 2011 | 2016 |
| ---- | ---- | ---- |
| 598  | 617  | 617  |

## Sites patrimoniaux
La Homestead Motherwell, maison où vécut William Richard Motherwell, le premier ministre de l'agriculture de la Saskatchewan et ministre de l'agriculture sous Mackenzie King est située à 12 km de Balcarres.
Le Valley Centre Recreation Site, Lebret Recreation Site et Katepwa Point Provincial Park sont situées dans un rayon de 20 km de Balcarres.

## Personnalités liées à Baclarres
- Walter Dieter (en) (1916-1988), de la réserve Peepeekisis près de Baclarres. A fondé la Chief of the National Indian Brotherhood en 1968, aujourd'hui Assemblée des Premières Nations.
- James Garfield Gardiner (1883-1962), premier ministre de la Saskatchewan de 1926 à 1929 et ministre fédéral, vécut ses derniers jours à Balcarres.
- Mandy Meyer (en) (né en 1960), né à Balcarres, guitariste des groupes Asia et Krokus
- Kenneth Moore (1910-1981), né à Balcarres, joueur olympique de hockey sur glace
- Doug Trapp (né en 1965), né à Balcarres, joueur professionnel de hockey sur glace dans la Ligue nationale de hockey